# Indie-Rock
Indie-Rock (auch Indierock, in der ausgeschriebenen Form Independent Rock oder schlicht Indie) war ursprünglich Rockmusik im weitesten Sinne des Wortes, die ausschließlich von Independent-Labels vertrieben wurde. Inzwischen ist Indie-Rock eine Sammlung mehrerer Subgenres wie des Alternative Rocks. Indie-Rock ist mittlerweile massentauglich geworden. Namensgebend für den Indie-Rock war die Unabhängigkeit (englisch independence) von den großen Plattenfirmen (Major Labels).

## Geschichte

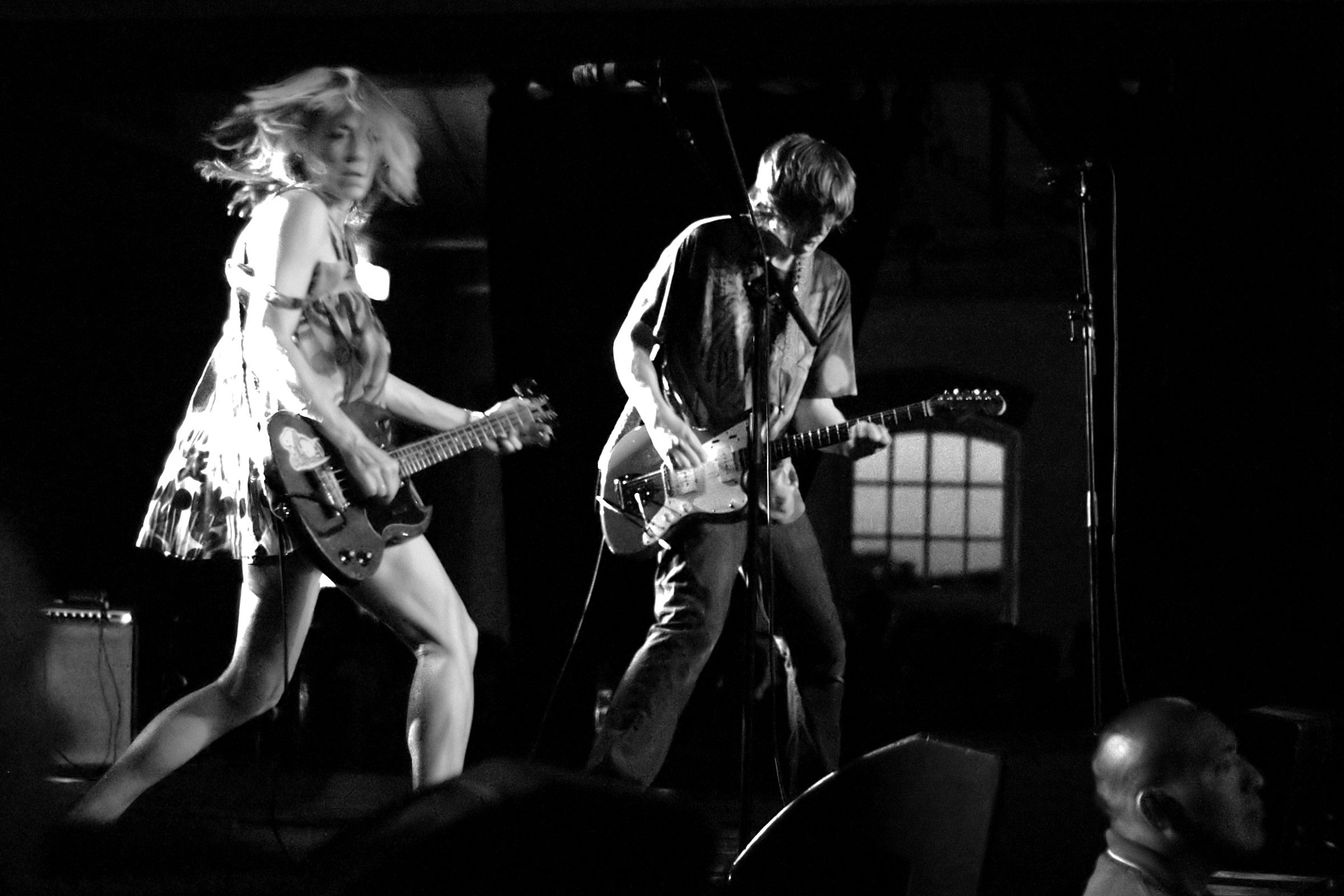
Sonic Youth, eine der einflussreichsten Noise-Rock-Bands.

Während sich der Mainstream-Rock in den 1970er Jahren weiter entwickelte und zunehmend auf bombastische Arrangements, sehr aufwendige Produktionen und inszenierte Bühnenshows setzte, gründeten sich im Zuge des Punk-Hypes und der NWoBHM Bands, die der jugendlichen Aggression wieder mehr Ausdruck verleihen wollten. Weil die Punks den Kommerz grundsätzlich ablehnten und der Heavy Metal noch wenig kommerztauglich war, wurde ein Großteil dieser Musik von Independent-Labels vertrieben. Der Begriff Indie-Rock wurde dementsprechend auch als Synonym für schwer zu vermarktende Musik gebraucht. Doch wurde meist versucht, den Stil mithilfe musikalischer Kriterien zu kategorisieren.

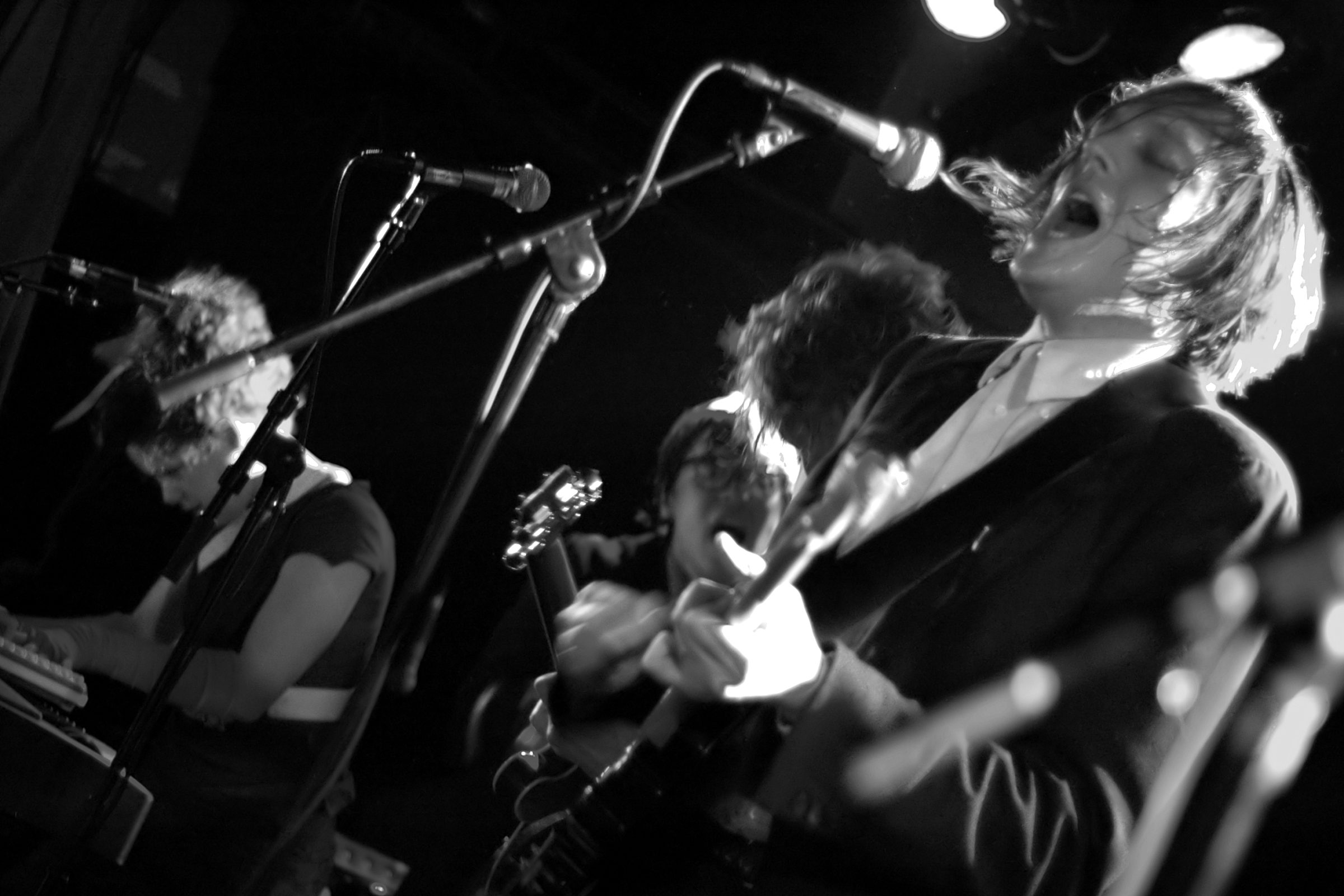
Arcade Fire

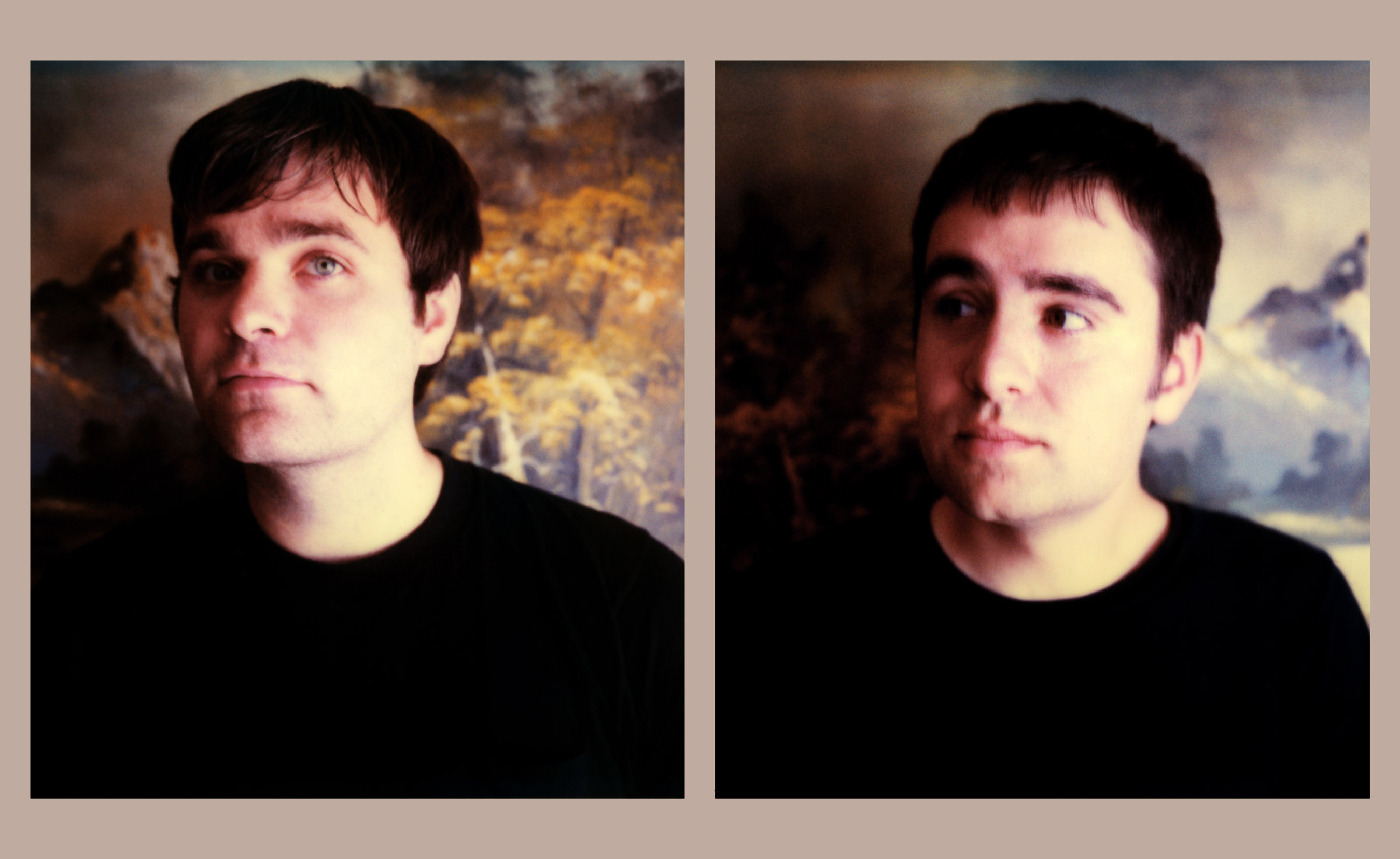
The Postal Service

Im Laufe der 1980er Jahre geriet die Rockmusik allgemein aus dem Blickfeld der Mainstream-Musik. Hip-Hop, Disco-Musik und die auf Gewinn ausgerichtete New Wave waren auf dem Vormarsch und kreative Rockkünstler kamen mittlerweile nur mehr aus Underground-Szenen. So entwickelten sich ohne Aussichten auf kommerziellen Erfolg diverse Subgenres vom Death Metal über Hardcore Punk bis hin zum Post-Punk.

### Steigende Popularität
Von zentraler Bedeutung sind hier The Stone Roses und The Smiths, deren Musik Elemente aus Garagenrock, British Invasion, klassischem Punk und Rock ’n’ Roll aufnimmt. Jedoch sprachen diese Bands, mit Ausnahme der Smiths in Großbritannien, nur ein geringeres Publikum an. Ihr musikalischer Einfluss kam erst später zum Tragen. Auch in den USA hatte sich bis Ende der 1980er Jahre eine Indie-Rock-Szene entwickelt, deren musikalisches Spektrum von New-Wave-beeinflussten Bands wie den Pixies oder They Might Be Giants über experimentellere Rockmusik (z. B. Sonic Youth) bis hin zu Gruppen reichte, die als Vorläufer des Grunge betrachtet werden können (etwa Dinosaur Jr. oder Green River).
Mit Beginn der 1990er Jahre hatte die subkulturell neu definierte Rockmusik eine solche Breitenwirkung erzielt, dass die Musikindustrie nun wieder verstärkt in diesem Bereich zu investieren begann. Eine direkte Folge davon war der Grunge-Boom rund um Nirvana. Im Zuge des Grunge-Hypes gerieten wieder Musikbands, die gitarrenlastigen, rifforientierten Rock spielten, in den Blickpunkt der Öffentlichkeit. Bands wie Nirvana und Rage Against the Machine nahmen wieder die klassischen Rockelemente des Heavy Metal, Punk und Bluesrock in ihre Musik auf.
Einer breiteren Öffentlichkeit bekannt wurde der Begriff Indie-Rock vor allem am Ende der 1990er Jahre bzw. zu Beginn des neuen Jahrtausends. Wichtige Vertreter des Indie-Rocks in dieser Phase sind unter anderem Death Cab for Cutie, The Strokes, The Hives und The Libertines. Vergleicht man die genannten Bands, fällt auf, dass der Begriff Indie-Rock sehr vielseitig ist und eigentlich viele verschiedene Musikrichtungen darunter zusammengefasst werden. Den Britpop, der vor allem in den 1990er Jahren durch britische Bands wie Oasis, Blur u. a. populär wurde, sehen viele als Subgenre des Indie-Rocks. Neuere britische Bands wie z. B. Bloc Party, Franz Ferdinand oder Kaiser Chiefs erinnern stark an die Musik dieser Bands, so dass eine Unterscheidung zwischen Indie-Rock und Britpop eigentlich kaum möglich ist und beide Begriffe immer wieder auftauchen, sowohl in Zusammenhang mit den neueren Bands aus England als auch mit älteren Bands wie Oasis und Blur. Im Gegensatz zu dem Begriff Indie-Rock wurde der Begriff Britpop jedoch von den meisten Bands, die von den Medien diesem Genre zugeordnet wurden, selbst abgelehnt; vor allem Oasis distanzierten sich stets von dem Begriff Britpop.

### Heute
Zurzeit ist der Begriff Indie-Rock sehr populär, da es ständig neue, stets noch sehr neue Bands gibt, deren Musik, auch wenn sie oft sehr unterschiedlich ist, dem Begriff Indie-Rock zugeordnet wird. Neben England kommen die meisten derzeitigen bekannten Indie-Bands aus den USA und Schweden. Auch im deutschsprachigen Raum ist der Indie-Rock seit Anfang der 1990er Jahre durch eigene Bands vertreten. Als Pioniere in Deutschland gelten vor allem Bands der Hamburger Schule, die deutsche Texte mit Gitarrenmusik und einer typischen Attitüde verbinden, etwa Tocotronic, Blumfeld oder Die Sterne.